# Marius Bezykornovas
Marius Bezykornovas (* 22. August 1976 in Kybartai) ist ein litauischer ehemaliger Fußballspieler. Für Litauen spielte er von 1997 bis 2003 in der Nationalmannschaft.

## Leben
Sein Vater Anatolijus Bezykornovas spielte Fußball im „Sveikata“-Team.
Bis zur 8. Klasse lernte Marius Bezykornovas an der Kristijonas-Donelaitis-Mittelschule Kybartai. Fußball spielte er ab seinem 6. Lebensjahr. Sein erster Trainer war Gediminas Jarmala. Bezykornovas besuchte die Internatssportschule Panevėžys und dann lernte am Lietuvos olimpinis sporto centras in Vilnius. Nach dem Abitur absolvierte Bezykornovas das Studium als Fußballtrainer an der Lietuvos kūno kultūros akademija in Kaunas. Dann studierte er Kinäsitherapie an der Lietuvos sporto universitetas.

## Karriere
Bezykornovas begann seine Karriere bei FBK Kaunas, wo er bis ins Jahr 2004 aktiv war und über zweihundert Spiele machte. Nach einigen Vereinswechseln zu litauischen und lettischen Clubs spielt er in Estland bei JK Trans Narva. Beim Verein aus Narva startete der Mittelfeldspieler stark in die Saison 2011 und wurde in Person von Martin Reim mit dem Preis zum Spieler des Monats März geehrt. Ausschlaggebend war unter anderem das Spiel gegen Ajax Lasnamäe wo dieser 3 Tore erzielen konnte.
Für Litauen spielte Bezykornovas in der U-18, U-21 sowie der A-Nationalmannschaft.
Von 2015 bis zum Februar 2016 war Bezykornovas Cheftrainer von FK Lietava Jonava. Seit März 2016 ist er Assistent-Trainer.